# 尼尔马尔通村
尼尔马尔通村（匈牙利語：Nyírmártonfalva）是匈牙利豪伊杜-比豪尔州所辖的一个村。总面积57.48平方公里，总人口2040，人口密度35.5人/平方公里（2011年1月1日）。